# Рейнольдс, Вирджиния

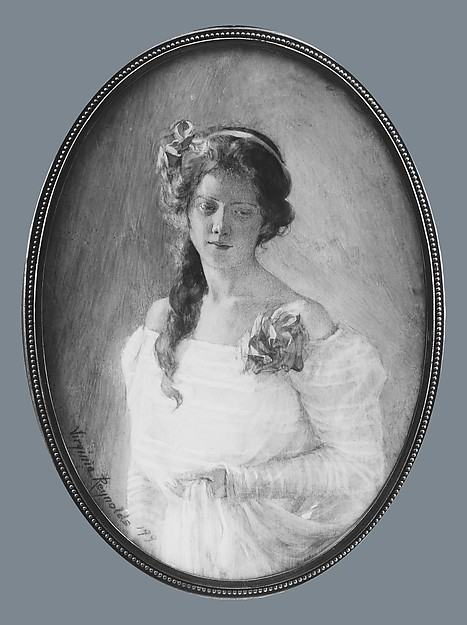
Портрет Bessie Moore, 1899, Метрополитен музей

Вирджиния Рейнольдс (англ. Virginia Richmond Reynolds; 1866—1903) — американская художница и педагог. Наиболее известна как автор портретных миниатюр, также преподавала этот жанр.

## Биография
Родилась в 1866 году в Чикаго.
Первоначально училась в Школе художественного института Чикаго, затем — в Мюнхене у Карла Марра. Во время пребывания в Мюнхене Вирджиния вышла замуж за Веллингтона Рейнольдса, который также изучал там живопись. Пара переехала в Париж, где Вирджиния продолжила учёбу под руководством американского художника-импрессиониста Чарльза Лазара и начала выставлять свои работы.
Её миниатюрный портрет голландской девушки на выставке Американской ассоциации искусств в Париже в 1896 году был единственным произведением женщины на этой выставке. Успех её миниатюры на выставке Salon de Champ-de-Mars в 1898 году привёл к её избранию ассоциированным членом французской ассоциации Société Nationale des Beaux-Arts. Вирджиния Рейнольдс создала в Париже собственную школу миниатюрной живописи; её учениками были — Люси Стэнтон, Эда Кастертон и Корнелия Хильдебрандт. Под влиянием её стиля работала также Розины Бордман.
Рейнольдс был одним из членов-основателей Американского общества художников-миниатюристов в 1899 году. Периодически приезжала в Чикаго, где у неё была студия и она преподавала курс миниатюрной живописи в Чикагском институте искусств.
Умерла от эмболии в 1903 году в городе Лейк-Дженива, штат Висконсин, где находилась в отпуске со своей семьей. После её смерти муж остался в Чикаго, преподавая в Художественном институте и продолжая карьеру художника. Он умер в 1949 году, намного пережив жену.